# Egzekucja Rickiego Raya Rectora
Ricky Ray Rector (ur. 12 stycznia 1950, został stracony 24 stycznia 1992) – morderca, który w 1981 dopuścił się zabójstwa policjanta oraz innego mężczyzny.
Rector bezpośrednio po popełnieniu zbrodni próbował odebrać sobie życie, strzelając sobie w głowę. W wyniku postrzału zniszczył 1/3 swojego mózgu i doznał trwałego upośledzenia umysłowego, doznając podobnych efektów jak po lobotomii.
Nie będąc świadomym czynu, którego się dopuścił (w momencie jego popełnienia był jednak go świadomy) oraz swojej późniejszej sytuacji, został skazany przez sąd na karę śmierci. Wyrok został wykonany 24 stycznia 1992 w stanie Arkansas. Rector nie był świadomy tego, że został skazany na karę śmierci, podczas ostatniego posiłku odłożył deser, tłumacząc strażnikowi że zje go później.

## Kontekst polityczny
Sprawa Rectora nabrała szczególnej wagi i rozgłosu w związku z wyborami prezydenckimi w 1992 roku. Gubernatorem stanu był wówczas ubiegający się o nominację prezydencką Partii Demokratycznej Bill Clinton. Clinton był jednym z trzech kandydatów Demokratów, którzy byli zwolennikami kary śmierci. Polityk odmówił wstrzymania egzekucji Rectora. Opowiedzenie się Clintona za karą śmierci spowodowało wzrost poparcia jego kandydatury, przez co jego przeciwnicy polityczni zarzucili mu oportunizm. Prawnik Rectora – Jeff Rosenzweig – argumentował, że jego klient jest zombie, a egzekucja będzie hańbą dla stanu Arkansas.